# Крейн, Марк Григорьевич
Марк Григо́рьевич Крейн (15 (28) апреля 1908, Иванков, Радомысльский уезд, Киевская губерния — 17 октября 1989, Одесса) — выдающийся советский математик, автор более 270 работ (в том числе восьми монографий) по различным разделам алгебры, анализа, теории функций, функциональному анализу, теории интегральных и дифференциальных уравнений, математической физике и аналитической механике. Член-корреспондент Академии наук УССР (1939). Лауреат Государственной премии Украинской ССР в области науки и техники (1987). Доктор физико-математических наук (1938), профессор. Почётный член Американской академии искусств и наук (1970). 

## Биография
Родился 15 апреля (по старому стилю) 1908 года в местечке Иванков Радомысльского уезда, в семье иванковского мещанина Герша Нухимовича (Григория Наумовича) Крейна (1878—1955) и Хавы Мордуховны (Евы Марковны) Крейн (1883—1945). Дед, купец второй гильдии Нухим Ицкович Крейн, занимался сплавом и торговлей лесом в Иванкове. В семье было семеро детей. Лесопильня Г. Н. Крейна располагалась в Киеве на Набережно-Крещатицкой улице, 27 (в советское время он в этом же помещении возглавлял лесопильную артель «Циркулярка»). 
В 26 лет стал профессором, через пять лет стал доктором физико-математических наук, затем членом-корреспондентом АН УССР. Работал в учебных заведениях и научно-исследовательских институтах Одессы, Куйбышева, Харькова, Киева. В 1930—1933 годах  преподавал в вузах Одессы. В 1933 году основал и возглавил кафедру теории функций в восстановленном Одесском университете, где был назначен профессором. В конце 1930-х годов вместе с Ф. Р. Гантмахером заложил основы теории вполне положительных матриц. В 1940 году был принят на должность заведующего отделом алгебры и функционального анализа Института математики АН УССР в Киеве. Доктор физико-математических наук (1939). В 1941 году М. Крейн доказал теорему Планшереля для коммутативной локально компактной группы, в 1940—1950 годах исследовал положительно определённые ядра, заданные на группе или на многообразии, где группа действует, и дал их интегральные представления через элементарные ядра. В 1949 году изучил двойственный объект к компактной некоммутативной группе. В 1946—1950 годах методом направляющих функционалов получил общие теоремы о разложении по собственным функциям самосопряжённых обыкновенных дифференциальных операторов. В 1940—1951 годах доказал теорему о возможности продолжения положительно определённой функции с интервала на всю ось, описал все такие продолжения и построил общую теорию интегральных представлений положительно определённых ядер через собственные функции обыкновенных дифференциальных операторов, частными следствиями которых явились известные теоремы Бохнера об интегральном представлении положительно определённой функции, С. Н. Бернштейна о представлении экспоненциально выпуклой функции.
В 1952—1954 годах возглавлял кафедру высшей математики в Криворожском горнорудном институте. С 1954 года работал в Одесском инженерно-строительном институте, поскольку из-за своей национальности был уволен из университета.
Для работ характерно сочетание современных идей функционального анализа и классических идей Чебышёва и Маркова, их связь с конкретными проблемами механики. Подготовил более 60 кандидатов и докторов наук. Ещё в довоенные годы под руководством Крейна сложилась Одесская математическая школа. Начиная с Международного математического конгресса 1966 года в Москве вместе со своим учеником Израилем Гохбергом на протяжении нескольких лет выступали на математических конференциях и публиковались под коллективным псевдонимом ГоКра.
В 1970 году избран почётным иностранным членом Американской академии искусств и наук. Член Харьковского, Московского и Американского математических обществ, почётный член Санкт-Петербургского математического общества, лауреат премии имени Крылова.
Среди учеников М. Крейна 20 докторов наук, около 50 кандидатов наук, академик и три члена-корреспондента.
14 января 2008 года на здании главного корпуса Одесского университета была установлена мемориальная доска, посвящённая Марку Григорьевичу Крейну. Одна из лучших книг известных американских математиков П. Лакса и Р. Филлипса «Scattering theory for automorphic functions» (Prinston University Press and University of Tokyo Press, 1976) посвящена М. Г. Крейну.

## Семья
- Братья — математик Селим Гершкович Крейн; театральный художник Дмитрий Григорьевич Крейн (1904—?), в 1944—1954 годах находился в заключении[18][19][20].
- Жена — Раиса Львовна Крейн, специализировалась на корабельной архитектуре и работала в Одесском институте инженеров морского транспорта.
  - Дочь — Ирма Марковна Крейн, старший научный сотрудник Института кибернетики НАН Украины[21].

## Избранные труды
- Крейн М. Г., Рутман М. А. Линейные операторы, оставляющие инвариантным конус в пространстве Банаха // УМН 3. — 1948. — Вып. 1 (23). — С. 3—95.
- Гантмахер Ф. Р., Крейн М. Г. Осцилляционные матрицы и ядра и малые колебания механических систем. — М.-Л.: ГИТТЛ, 1950. — 360 с.
- Гохберг И. Ц., Крейн М. Г. Введение в теорию линейных несамосопряженных операторов. — М.: Наука, 1965. — 448 с. Издания на английском языке: Провиденс: American Mathematical Society, 1969, 1978, 1983, 1988. На французском языке: Париж: Dunod, 1971.
- Гохберг И. Ц., Крейн М. Г. Теория вольтерровых операторов в гильбертовом пространстве и её приложения. — М.: Наука, 1967. — 508 с. На английском языке: Провиденс: American Mathematical Society, 1970, 2004.
- Далецкий Ю. Л., Крейн М. Г. Устойчивость решений дифференциальных уравнений в банаховом пространстве. — М.: Наука, 1970. — 536 с.
- Крейн М. Г., Нудельман А. А. Проблема моментов Маркова и экстремальные задачи. Идеи и проблемы П. Л. Чебышёва и А. А. Маркова и их дальнейшее развитие. — М.: Наука, Гл. ред. физ.-мат. лит., 1973. — 551 с.
- I. C. Gohberg and M. G. Krein, Theory and Applications of Volterra Operators in Hilbert Space (Translations of Mathematical Monographs), American Mathematical Society, 2004, p. 430. ISBN 978-0-8218-3627-9.
- Iokhvidov I. S., Krein M. G. and Langer H. Introduction to the spectral  theory of operators inspaces with an indefinite metric. — Berlin: Akademie-Verlag, 1982. — 120 p.